# Aktinothele eucharis
Aktinothele eucharis är en klomaskart som beskrevs av Reid 1996. Aktinothele eucharis ingår i släktet Aktinothele och familjen Peripatopsidae. Inga underarter finns listade i Catalogue of Life.